# Yaxché de Peón
Yaxché de Peón es una población del estado de Yucatán, México, perteneciente al municipio de Ucú, ubicada en la parte nor-oeste de dicho estado peninsular. 

## Toponimia
El nombre (Yaxché de Peón) proviene de Yaxché, que en idioma maya significa ceiba o ceibo (Ceiba pentandra) y Peón que es el apellido de la familia que fue propietaria de la hacienda que da nombre a la población.

## Localización
Yaxché de Peón se localiza al norte de Ucú, la cabecera municipal. Se comunicaba antiguamente por una vía Decauville con la hacienda Xtul, del municipio de Progreso, a 25 kilómetros de la población, pasando entonces por las poblaciones de Sabakalal y Santa Elena (llamado también Elená). Hoy día los 13 últimos kilómetros de esa vía (llegando a Xtul) forman parte de la carretera a la actual Sierra Papacal en la cual se localizan algunos lugares arqueológicos, algunos sin nombre asignado en la actualidad.

## Datos históricos
- En 1853, Manuel José Peón y Maldonado adquirió los ranchos Balché, Cheumán, Ulilá y San Antonio Yaxché, pertenecientes a los partidos de Mérida y Hunucmá.
- En 1873, Augusto Luis Peón (hijo de Manuel Peón)  heredó San Antonio Yaxché.
- Posteriormente la hacienda sería llamada Yaxché Peón.

## Otros sitios de interés
En la otrora población de Sabakalal se encuentra una laguna.

## Importancia histórica
Tuvo su esplendor durante la época del auge henequenero y emitió fichas de hacienda las cuales por su diseño son de interés para los numismáticos. Dichas fichas acreditan la hacienda como propiedad de A.L. Peón en 1888.

## Demografía
Según el censo de 2005 realizado por el INEGI, la población de la localidad era de 691 habitantes, de los cuales 344 eran hombres y 347 eran mujeres.
| 550                         | 945 | 358 | 322 | 302 | 280 | 328 | 489 | 526 | 627 | 710 | 723 | 691 |
| (Fuente: INEGI [Consultar]) |     |     |     |     |     |     |     |     |     |     |     |     |

## Galería

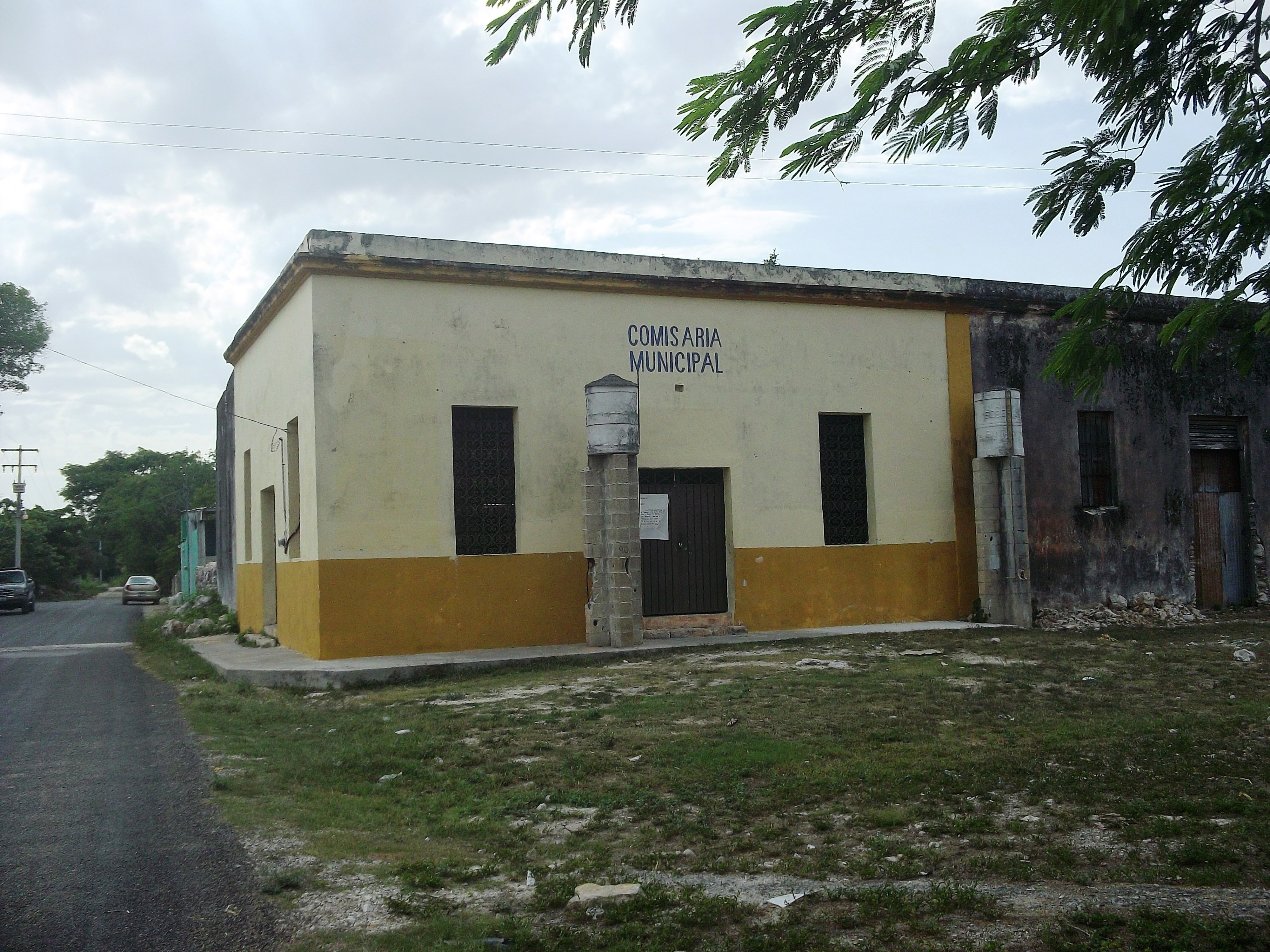
Casa comisarial de Yaxché de Peón.
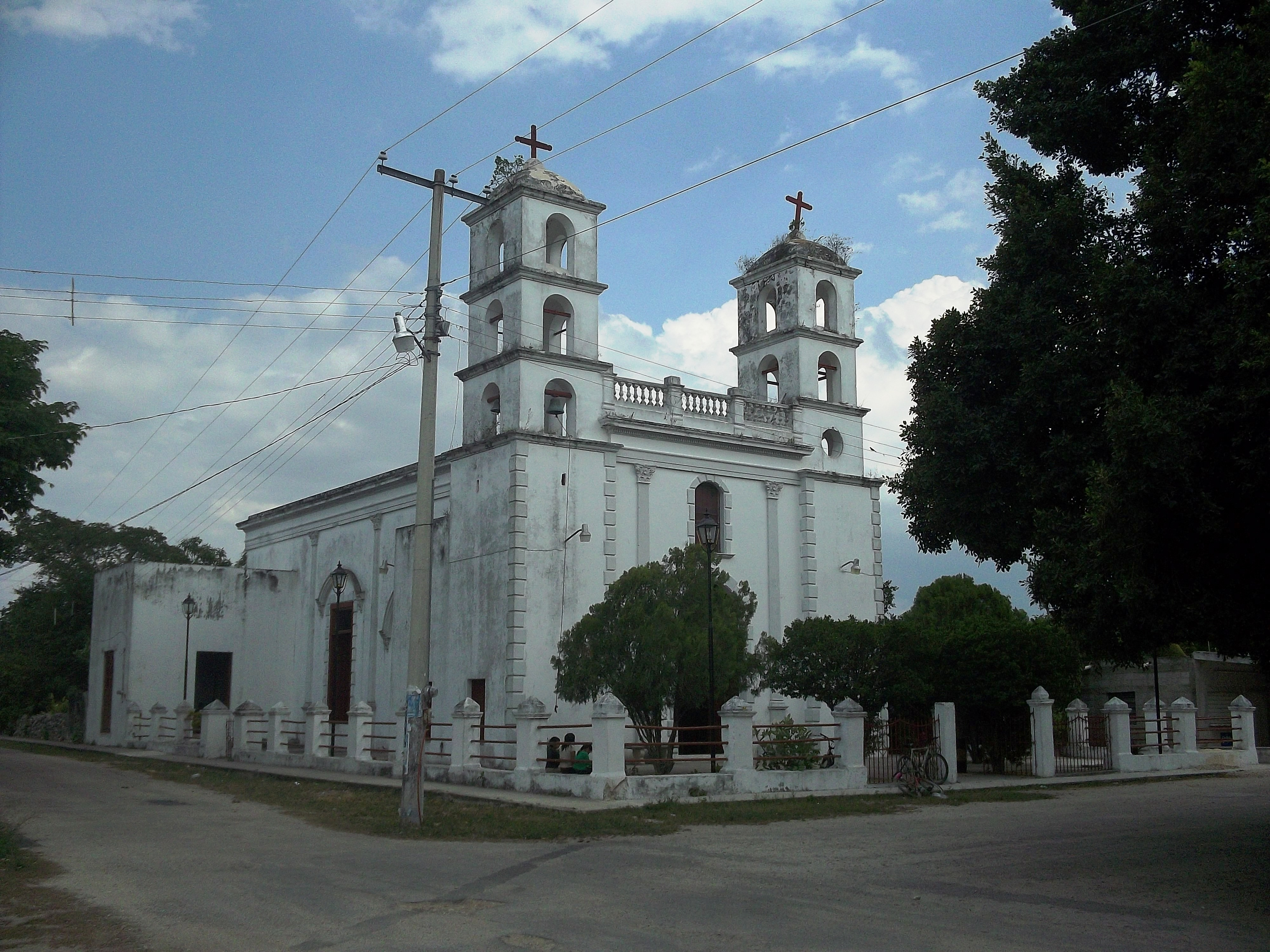
Iglesia principal de Yaxché de Peón.
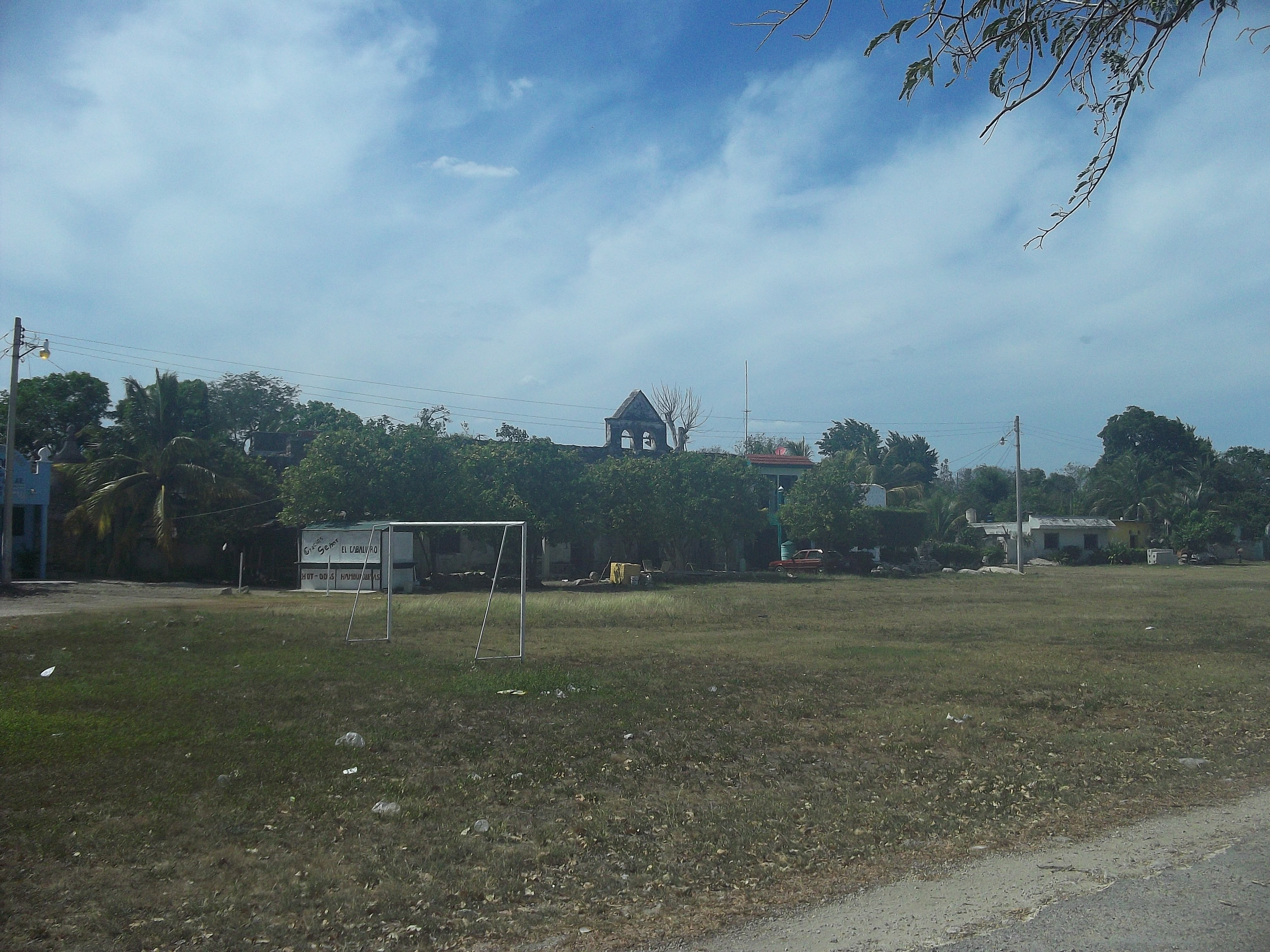
Vista de la hacienda Yaxché de Peón.
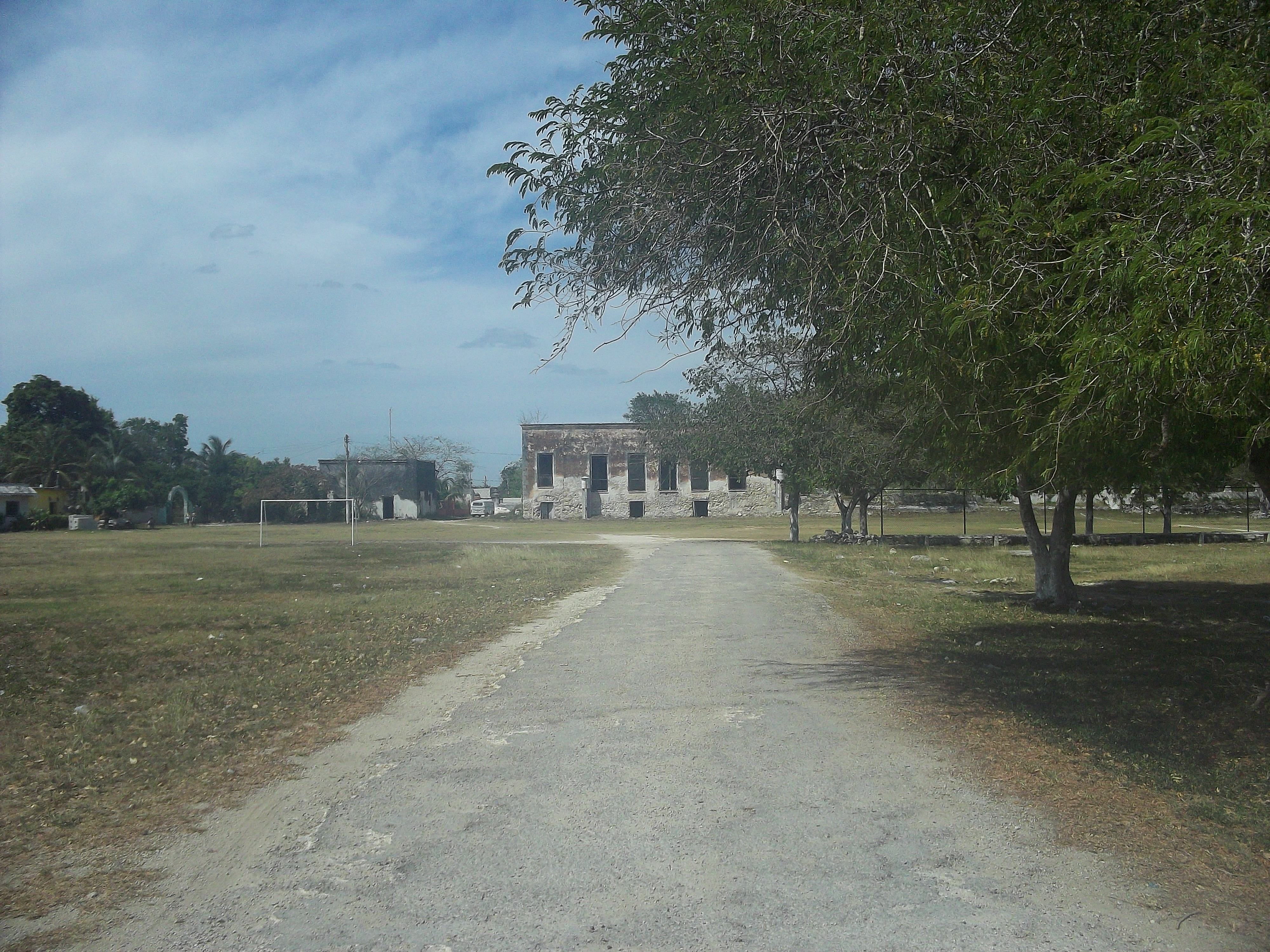
Vista de la hacienda Yaxché de Peón.
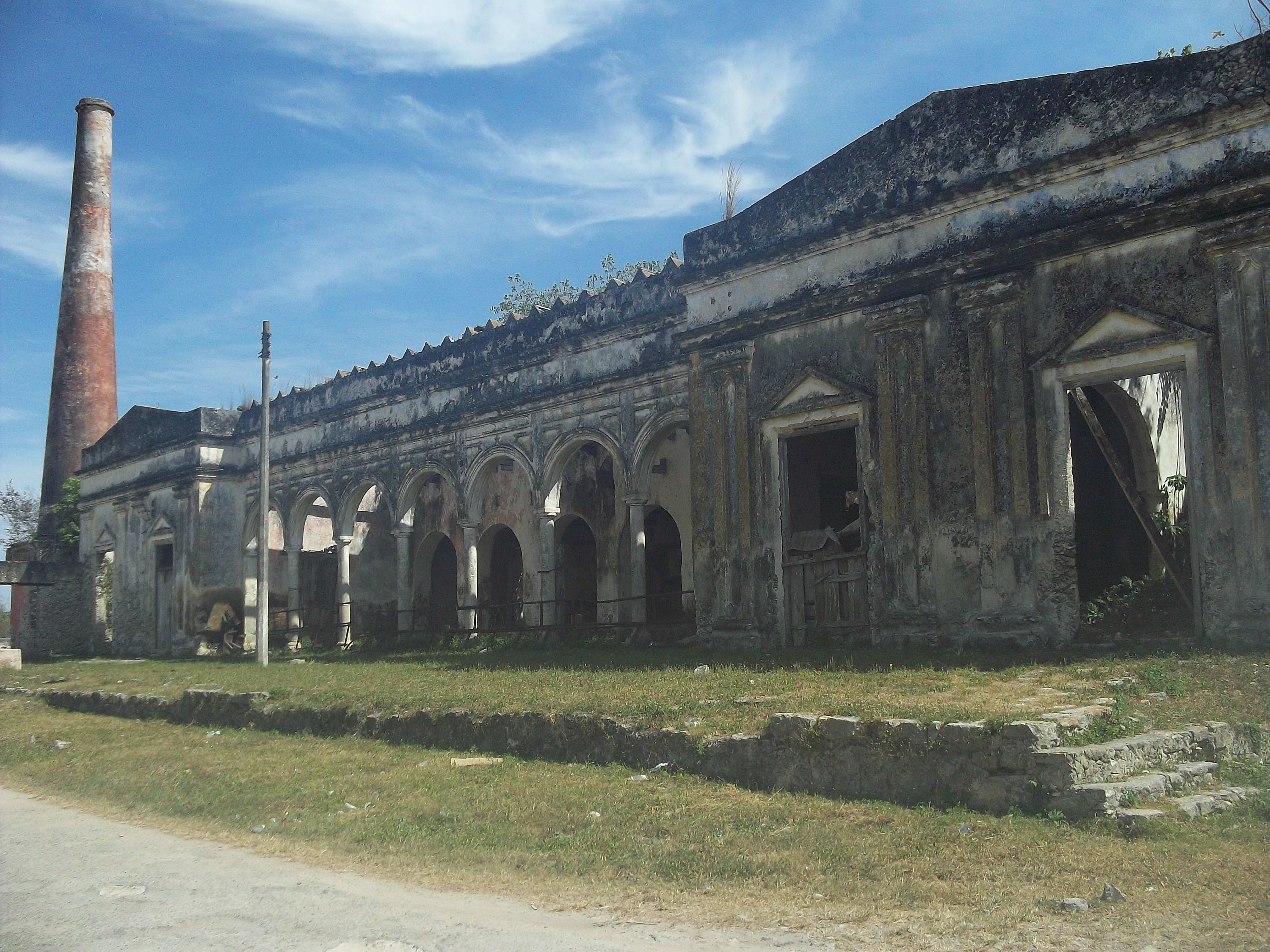
Vista de la hacienda Yaxché de Peón.
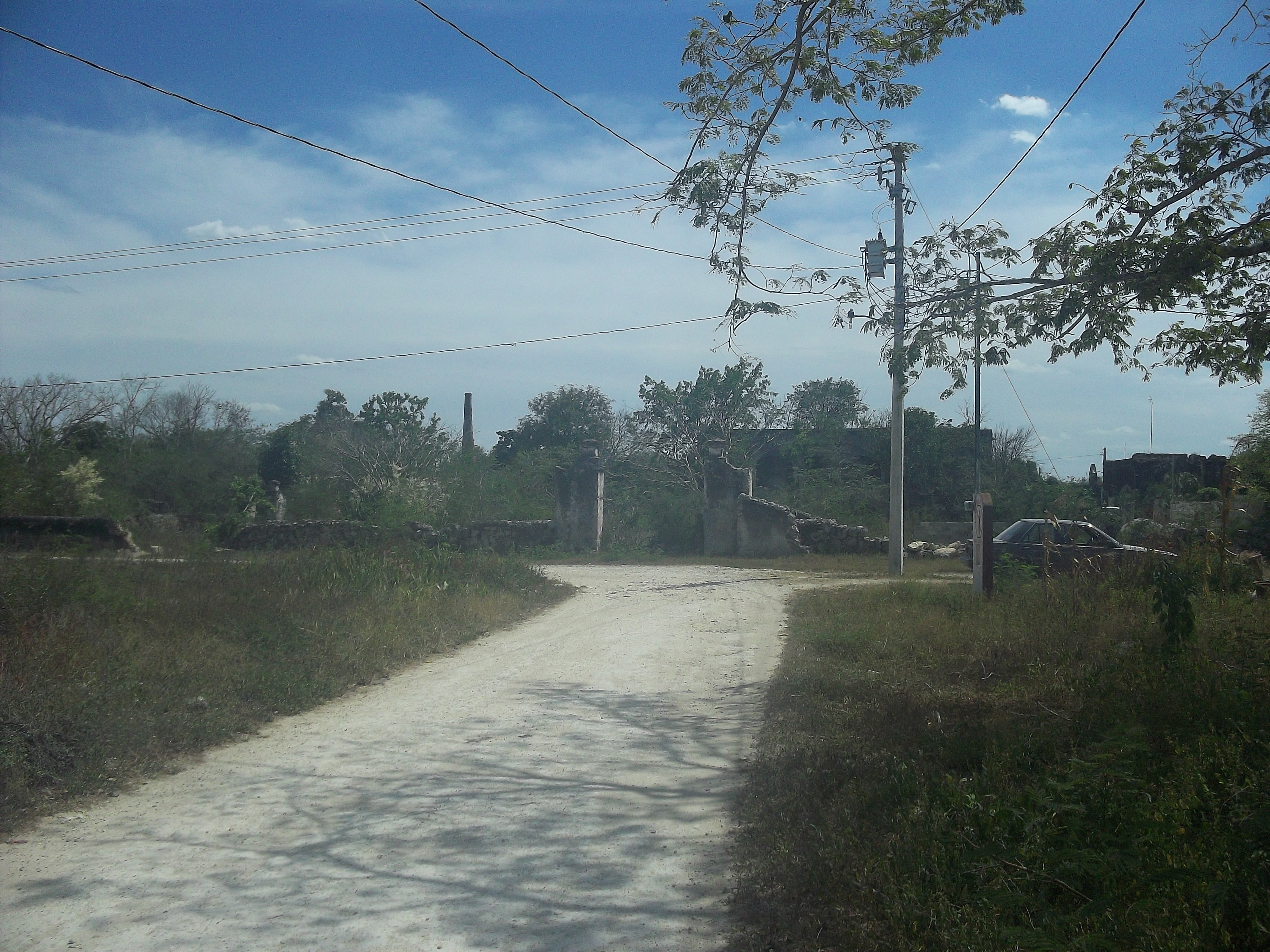
Vista de la hacienda Yaxché de Peón.
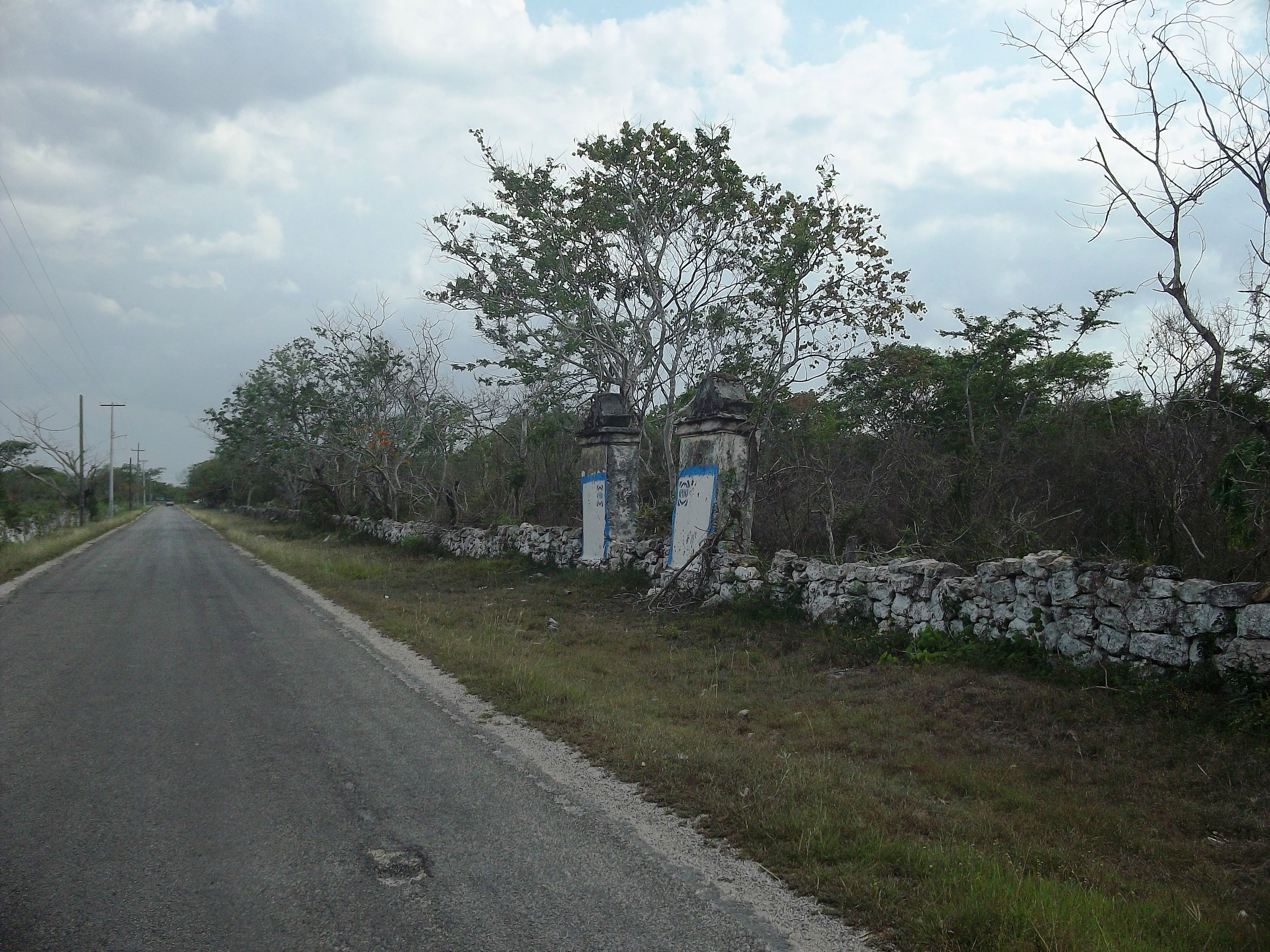
Vista de la hacienda Yaxché de Peón.
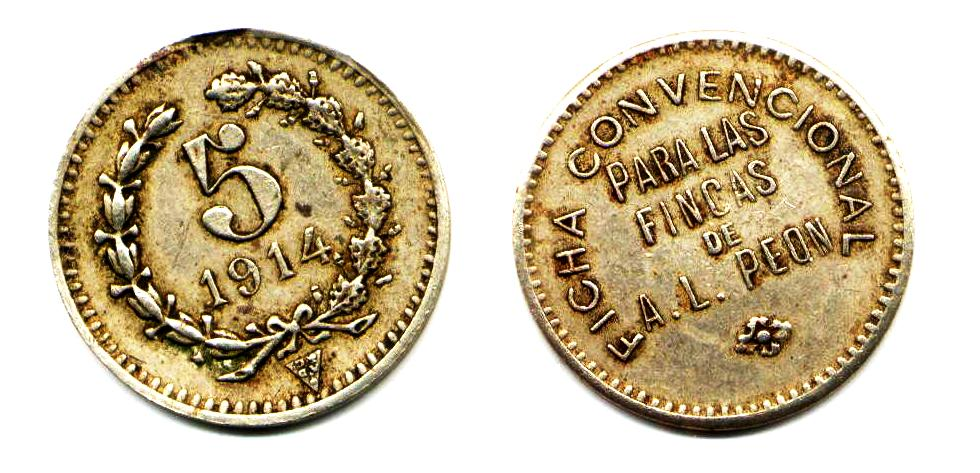
Ficha de pago por $ 0.05.
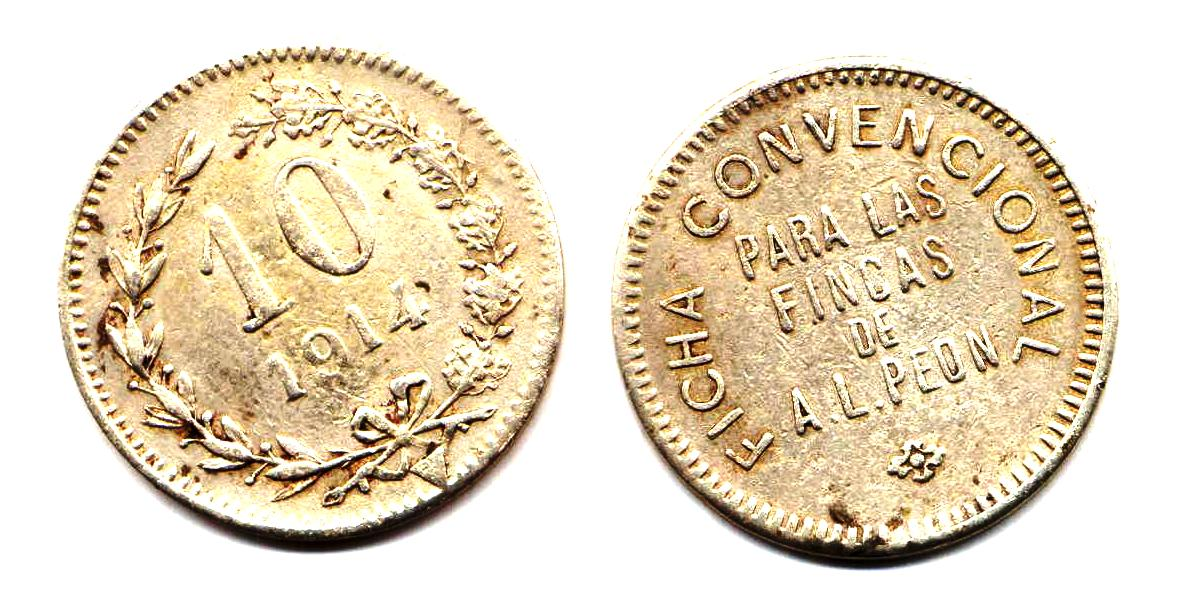
Ficha de pago por $ 0.10.
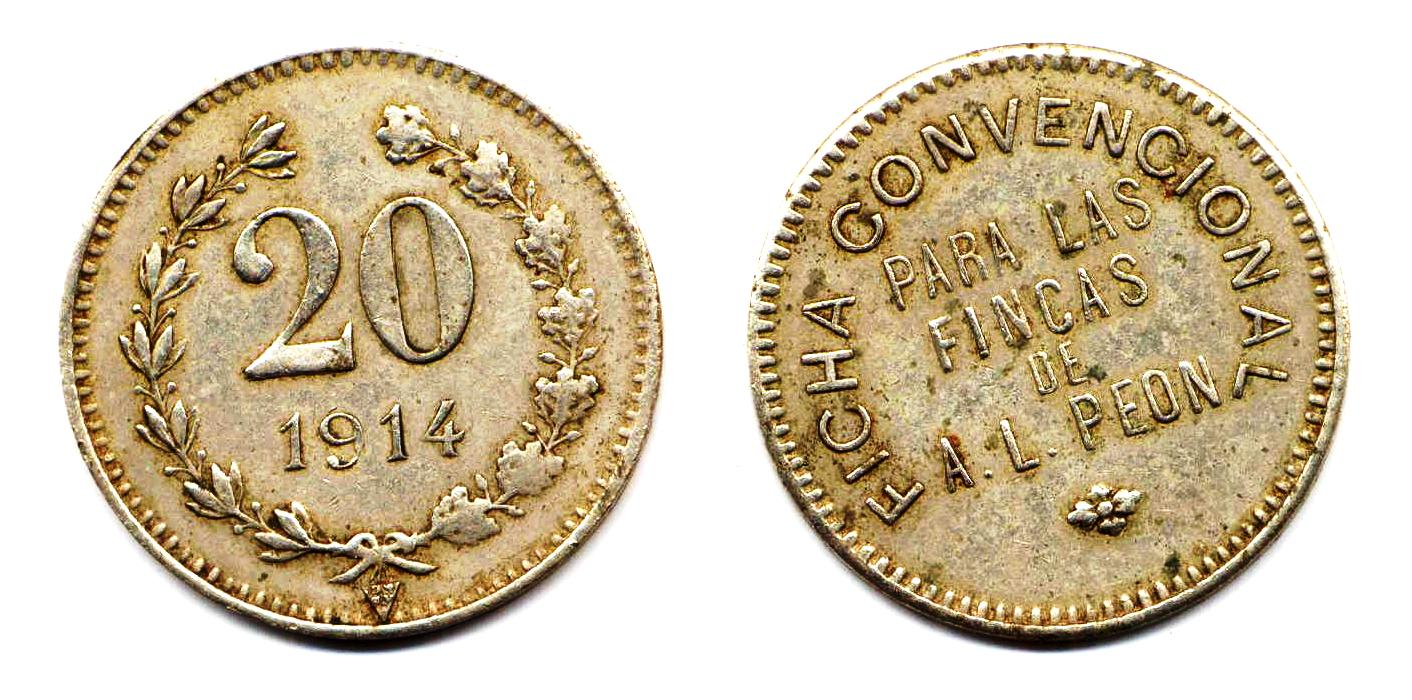
Ficha de pago por $ 0.20.
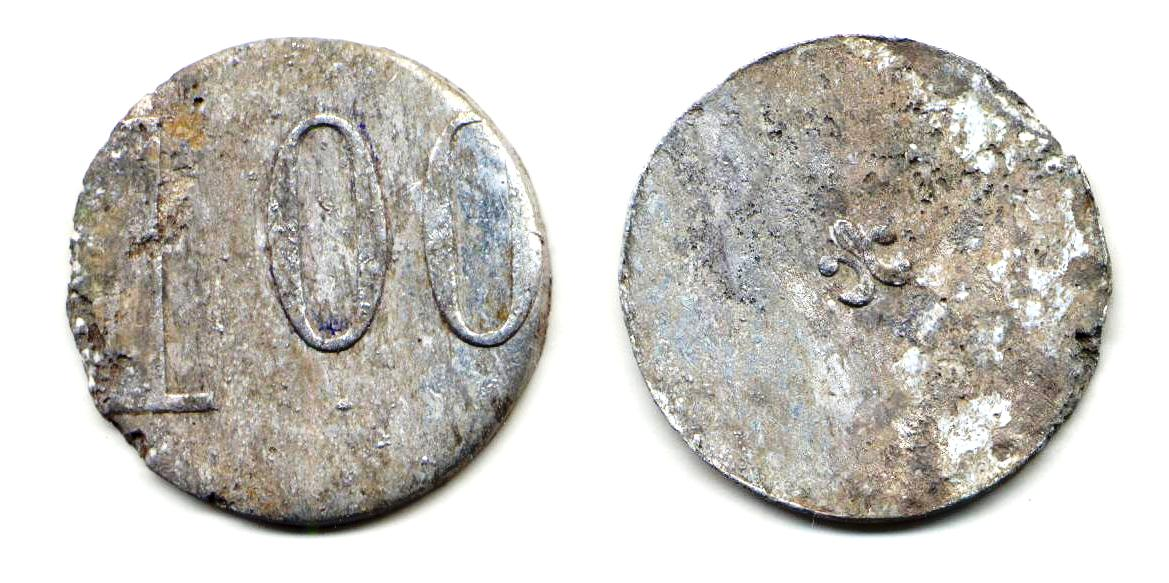
Ficha de pago por $ 1.00.